# Guilberville
Guilberville era una comuna francesa situada en el departamento de Mancha, de la región de Normandía, que el 1 de enero de 2016 pasó a ser una comuna delegada de la comuna nueva de Torigny-les-Villes al fusionarse con las comunas de Brectouville, Giéville y Torigni-sur-Vire.

## Demografía
| Gráfica de evolución demográfica de Guilberville entre 1800 y 2014 |
|                                                                    |

Los datos demográficos contemplados en este gráfico de la comuna de Guilberville se han cogido de 1800 a 1999 de la página francesa EHESS/Cassini, y los demás datos de la página del INSEE.